# Aggersvold
Aggersvold lå i middelalderen i Marke by og kaldtes Markegaard. Gården nævnes første gang i 1581. Gården ligger i Hjembæk Sogn, lidt uden for Jyderup, Holbæk Kommune.
Hovedbygningen er opført i 1833-1835 og den sidst ankomne ejer, Johan Schrøder, har renoveret hovedbygningen, der er fredet.
Avlsbygningerne er for størstedelen også renoveret, med en nyindrettet hestepension på godset.
Aggersvold Gods er på 344 hektar skov.

## Ejere af Aggersvold
- (1581-1605) Frederik Lange
- (1605-1630) Gunde Lange
- (1630-1633) Henrik Vind
- (1633-1640) Margrethe Pedersdatter Laxmand gift (1) Vind (2) von Bredow
- (1640-1660) Joachim von Bredow
- (1660-1681) Margrethe Pedersdatter Laxmand gift (1) Vind (2) von Bredow
- (1681-1691) Marie Margrethe Joachimsdatter von Bredow
- (1691-1708) Niels Benzon
- (1708-1720) Jacob Benzon
- (1720-1733) Peder Benzon
- (1733-1737) Lars Benzon
- (1737-1750) Herman Leopoldus Løvenskiold
- (1750) Severin Leopoldus Løvenskiold
- (1750-1753) Christian Lautrup
- (1753-1770) Peder Juel
- (1770-1777) Laurits Switzer
- (1777-1791) C.A. Frost
- (1791-1805) J. Frederik van Deurs
- (1805-1806) Otto Joachim Moltke
- (1806) Carl Lerche
- (1806-1840) Harald Rothe
- (1840-1865) Carl Peter Rothe
- (1865-1885) Christian Albrecht lensgreve Lerche
- (1885-1898) Enkefru Cornelia lensgrevinde Lerche, født Tillisch
- (1898-1915) Villars Knudsen Lunn
- (1915-1916) Konsortium
- (1916-1926) Thor Timm
- (1926-1970) Svend Aage Timm
- (1970-2007) Aksel Tving
- (2007-2021) Aggersvold ApS v/Johan Schrøder
- (2021-20xx) De Forenede Ejendomsselskaber A/S v/Jørgen Torrey Troelsfeldt